# Taterillus
A Taterillus az emlősök (Mammalia) osztályának a rágcsálók (Rodentia) rendjébe, ezen belül az egérfélék (Muridae) családjába tartozó nem.

## Rendszerezés
A nembe az alábbi 9 faj tartozik:
- Taterillus arenarius Robbins, 1974
- Taterillus congicus Thomas, 1915
- Taterillus emini Thomas, 1892 - típusfaj
- Taterillus gracilis Thomas, 1892
- Taterillus harringtoni Thomas, 1906
- Taterillus lacustris Thomas & Wroughton, 1907
- Taterillus petteri Sicard, Tranier, & Gautun, 1988
- Taterillus pygargus F. Cuvier, 1838
- Taterillus tranieri Dobigny, Granjon, Aniskin, Ba, & Volobouev, 2003